# MUD

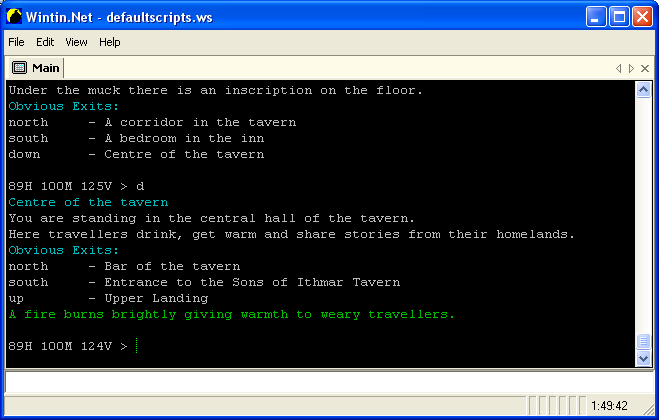
Клієнт MUD-у з текстовим описом частини ігрового світу

MUD (англ. Multi User Dungeon, пізніше Multi-User Dimension чи Multi-User Domain) — тип текстових багатокористувацьких відеоігор з віртуальним світом, що поєднує елементи рольової гри, hack and slash, інтерактивної літератури і чату. Всі події, персонажі, взаємодія між об'єктами в MUD-ах описуються текстом або за допомогою текстових символів чи ASCII-арту.
Традиційно гра відбувається в фентезійному світі, де присутні герої, магія і вигадані істоти. Рідше зустрічаються MUD-и з антуражем технофентезі, кіберпанку, наукової фантастики. Правила гри зазвичай близькі до правил настільних рольових ігор серії Dungeons and Dragons. Гравець бере на себе роль персонажа, який розвивається, досліджує світ, бореться з противниками, виконує завдання та створює історії відігруванням своєї ролі.

## Ігровий процес
Загальним для всіх різновидів MUD-ів є те, що гравці взаємодіють з віртуальним світом за допомогою текстових команд, посилаючи їх на сервер через інтерфейс командного рядка. У відповідь їм надсилаються описи кімнат, предметів, подій, персонажів інших гравців, неграбельних персонажів та інших елементів віртуального світу.
Гравці досліджують світ гри, розвивають свого персонажа і взаємодіють з іншими гравцями. Коли створений герой з вибраним ім'ям, характеристиками, починає гру, він зазвичай проходить ознайомлення зі світом і потрапляє у відносно безпечну зону, створену спеціально для початкового етапу гри. З виконанням завдань і вбивством противників персонаж розвивається, отримуючи нові вміння і змінюючи свої характеристики. Паралельно цьому йде дослідження світу — пошук нових зон, створення їх карт, добування нової зброї, екіпіровки. В частині MUD-ів передбачене вбивство чи грабування інших гравців.
Віртуальний світ традиційно розбитий на кімнати чи клітинки, що мають різні властивості (наприклад: у річці можна потонути, в лісі — замаскуватися, в приміщенні на гравця не діють погодні явища). Група локацій, об'єднаних однією концепцією, зводиться в ігрову зону: замок, місто, підземелля. Вбивство одними гравцями інших часто обмежене, а через поділ на кімнати зазвичай використовується зброя ближнього бою.
Ігровий час в MUD-ах поділяється на проміжки, за які може статися одна подія — переміщення на одну клітинку, обмін ударами або заклинаннями під час бою, обробка однієї команди, і цикли, за які можуть відбуватися регенерація очок здоров'я персонажа, респаун убитих NPC.
Тому що MUD - гра текстова, у неї можуть грати сліпі (незрячі) користувачі комп'ютерів. У деяких MUD таких гравців так багато, що вони створюють свої власні клани.

## Історія

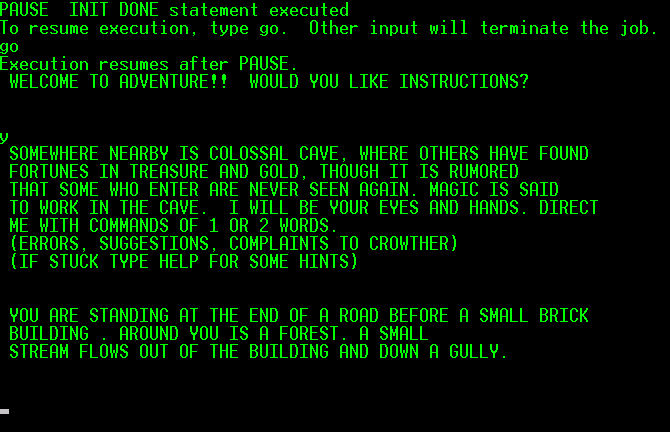
Скріншот гри Colossal Cave Adventure

MUD-и, в основному, надихалися настільними рольовими іграми, такими як Dungeons & Dragons, які досягли піку своєї популярності після виходу нової версії Advanced Dungeons & Dragons в 1977 році. Попередником MUD-ів вважається однокористувальницька текстова гра, інтерактивна історія «Colossal Cave Adventure», створена спелеологом Віллом Кроутером в 1975 році для комп'ютера DEC PDP-10. У 1976 році гра була значно розширена Доном Вудсом, який додав в неї багато елементів Dungeons & Dragons, зокрема «повелителем гри» виступала сама програма.
Натхненна «Colossal Cave Adventure», група студентів Массачусетського технологічного інституту влітку 1977 року написала гру «Zork», яка стала дуже популярна в мережі ARPANET. Zork була портована на FORTRAN під назвою «Dungeon» в 1978.
Перший європейський MUD був написаний в 1978 році Річардом Бартл і Роєм Трабшоу в Ессекському університеті на DEC PDP-10. Саме вони ввели абревіатуру MUD (Multi-User Dungeon), оскільки гра була розроблена як версія гри «Dungeon» (або DUNGEN через обмеження в 6 символів на ім'я файлу в PDP-10). Під назвою Essex MUD (пізніше перейменована на «MUD1») вона підтримувалася до 1987 року. Мета гри полягала в наборі гравцем певної кількості очок, що дозволяло йому отримати звання «чарівника». В будні до гри могли у визначені години підключатися інші користувачі, а у вихідні — цілодобово. 1987 права на MUD1 було передано «CompuServe». Модифікація цієї гри «MIST» діяла до 1991, поки не був списаний комп'ютер, на якому вона була написана.
Закриття «MIST» і нецілодобова підтримка в будні «Multi-User Dungeon» сприяли написанню власних подібних ігор програмістами-любителями. Так у 1985 році Піп Кордрі зібрав команду для створення клону «MUD1», який можна було б запускати на домашньому комп'ютері. Така MUD, заснована на творах Дж. Р. Р. Толкіна, з'явилася в 1986 році і був названий «MirrorWorld». Також в 1985 році Бен Лорі написав «Gods», клон «MUD1», де в кінці гри користувач міг редагувати ігровий світ. В 1988 ця гра стала комерційною. У тому ж 1985 році в комп'ютерній мережі «CompuNet» був запущений проект під назвою «Multi-User Galaxy Game». Ця гра стала науково-фантастичною альтернативою «MUD1».
У 1989 році з'явилася так звані TinyMUD, в якій гравці отримали можливість не тільки брати участь в грі, а й створювати світ, в якому грають. Її попередником була не вельми популярна «Monster» Річарда Скрента, створена 1988.
У 1991 році з'являється DikuMUD, яка призвела до появи величезної кількості hack-n-slash MUD, заснованих на його вихідному коді. Також з'явилися кілька заснованих на ній кодових баз (CircleMUD, Merc, ROM, NiMUD, SMAUG, Anatolia), які до цих пір є основою для написання MUD у всьому світі.
Починаючи з 2003 року в усьому світі відбувся спад популярності MUD-ів через появу великої кількості графічних онлайн-ігор, де для представлення частин віртуального світу і його мешканців використовується комп'ютерна графіка. Спочатку вони називалися «графічними MUD-ами», але поступово загальноприйнятою назвою стала MMORPG (масова багатокористувацька онлайнова рольова гра). Одним з перших знаменитих графічних MUD-ів була «Habitat», написана Ренді Фармером і Чіпом Морнінгстаром для кінокомпанії «Lucasfilm» в 1985 році. Від гравців вимагалося завантажити спеціальну програму-клієнт і графічні зображення, які використовуються в грі.